# Wiktor Głazunow
Wiktor Głazunow (ur. 24 października 1993) – polski kajakarz, olimpijczyk z Tokio 2020, medalista mistrzostw świata i Europy, zawodnik klubu AZS-AWF Gorzów Wielkopolski.

## Starty olimpijskie
- Tokio 2020 – konkurencja C-1 1000 m – 5. miejsce w finale B[4]

## Osiągnięcia medalowe
- mistrzostwa świata w kajakarstwie

- Mediolan 2015 – srebrny medal w konkurencji C–2 500 m
- Račice 2017 – srebrny medal w konkurencji C–4 1000 m

- mistrzostwa Europy w kajakarstwie

- Płowdiw 2017 – złoty medal w konkurencji C–4 1000 m
- Belgrad 2018 – brązowy medal w konkurencji C-4 500 m

- akademickie mistrzostwa świata w kajakarstwie

- Montemor-o-Velho 2016 – 4 złote medale w konkurencjach C-1 500 m, C-2 500 m, C-2 1000 m, C-4 200 m

- mistrzostwa Polski w kajakarstwie

- Bydgoszcz 2013 – 3 medale

- 3 złote medale w konkurencjach C-2 200 m, C-2 500 m, C-2 1000 m

- Poznań 2015 – 4 medale

- złoty medal w konkurencji C-1 200 m
- srebrny medal w konkurencji C-1 5000 m
- 2 brązowe medale w konkurencjach C-1 500 m, C-2 1000 m

- Poznań 2016 – 3 medale

- 2 srebrne medale w konkurencjach C-1 200 m, C-2 1000 m
- brązowy medal w konkurencji C-4 1000 m

- Poznań 2017 – 4 medale

- srebrny medal w konkurencji C-1 5000 m
- 3 brązowe medale w konkurencjach C-1 200 m, C-1 1000 m, C-2 500 m

- Poznań 2018 – 3 medale

- złoty medal w konkurencji C-1 1000 m
- 2 srebrne medale w konkurencjach C-1 200 m, C-1 500 m

- Poznań 2019 – 5 medali

- 3 złote medale w konkurencjach C-1 500 m, C-1 1000 m, C-1 5000 m
- srebrny medal w konkurencji C-1 200 m
- brązowy medal w konkurencji C-2 200 m

- Poznań 2020 – 5 medali

- 4 złote medale w konkurencjach C-1 200 m, C-1 500 m, C-1 1000 m, C-1 5000 m
- brązowy medal w konkurencji C-2 1000 m